# Sara Hebe
Sara Hebe Merino (Trelew, Patagònia, 9 de juliol de 1983), més coneguda com a Sara Hebe, és una cantant i compositora pertanyent a l'escena hip-hop argentina. És considerada per la crítica especialitzada com una de les millors raperes americanes.

## Trajectòria
Sara Hebe és filla de mare soltera i va créixer al Barrio Comercio, un barri amb totes les cases iguals i carrers de terra. Va arribar al món del hip hop després de passar pel teatre i la dansa. Va començar a compondre de forma autodidacta l'any 2007, creant lletres i melodies sobre ritmes que va trobar a Internet. D'aquesta manera va compondre el que seria el seu primer disc, La Hija del Loco, editat a finals de l'any 2009. Des de llavors, Sara Hebe ha realitzat nombrosos concerts a la ciutat de Buenos Aires i l'interior de l'Argentina, així com en diversos escenaris d'Amèrica Llatina i Europa.
El gener de 2010 va ser convocada pel Col·lectiu Cultura Lliure del Fòrum Social Mundial de Porto Alegre per portar la seva música al Brasil i integrar-se a la trobada. A l'octubre del mateix any també va ser convidada pel col·lectiu Hip Hop Revolución de Caracas, a Veneçuela, per representar Argentina en la 5a Cimera Internacional de Hip Hop. A l'abril de 2012 presentà el seu segon àlbum, Puentera, produït de forma independent al costat de Ramiro Jota, el seu company d'equip a l'estudi i a l'escenari.
L'any 2019, publicà el seu cinquè àlbum, Politicalpari, nom format a partir de l'expressió this is a political party, amb lletres amb vocació poètica on reivindica el dret al propi cos, contra el capitalisme i l'amor romàntic, i denuncia la transfòbia i el feixisme.

## Discografia
- 2009: La Hija del Loco. Inclou 12 temes elaborats a partir de bases originals que van aportar diversos productors de l'escena hip hop, entre els quals: Ranxo MC, Ramiro Jota Beats, Mariano Costa, Tomas Argañaráz i El Crazy. Va obtenir una excel·lent recepció per part del públic i la crítica.[6][7]

- 2012: Puentera. Amb el rap com a eix, travessa una pluralitat d'estils que van des del reggae a la cúmbia, del dancehall a l'electrònica.[8]

- 2015: Colectivo Vacío. Juntament amb Ramiro Jota, inclou gèneres com el rap, el punk rock, el funk carioca i la cúmbia.
- 2017: Sara Hebe. Recopilatori amb el tema inèdit «No hay fronteras».[9]
- 2019: Politicalpari. Editat per Propaganda pel fet! i fidel a la seva trajectòria combativa.[10]
- 2022: Sucia Estrella[11]

## Format banda
Sara Hebe es fa acompanyar en les seves actuacions en directe de Ramiro Bochatay, més conegut com a Ramiro Jota, que s'ocupa dels beats, baix, guitarra i sampler, de la veu de Ludmila Lemos, àlies Liyah, i d'Edu Morote a la bateria i percussió.